# اوگر (تکن)
اوگر(به ژاپنی: オーガ Ōga) یک شخصیت ساختگی در سری بازی مبارزه‌ای تکن است که اولین بار در بازی تکن ۳ معرفی شد. او در ژاپن به توشین (به ژاپنی: 闘神 Toshin) معروف است که به معنی خدای جنگ است. اوگر اولین خلافکار مجموعه تکن است که از خانواده مرتبط کازاما (Kazama) و میشیما (Mishima) است.